# Strophurus taenicauda
Espèce
Synonymes
- Diplodactylus taenicauda De Vis, 1886

Statut de conservation UICN

 LC  : Préoccupation mineure

Strophurus taenicauda est une espèce de geckos de la famille des Diplodactylidae. Son nom commun est gecko à queue dorée (golden tailed gecko) ou bien gecko australien.

## Alimentation
Nocturne, ce gecko se réveillera la nuit afin de chasser des insectes comme des grillons, blattes, criquets...

## Répartition
Cette espèce est endémique d'Australie. Elle se rencontre dans le sud-est du Queensland et dans le nord de la Nouvelle-Galles du Sud. Ayant des mœurs arboricoles, ce gecko se retrouve dans les savanes ou dans les forêts sèches d’Australie.

## Liste des sous-espèces
Selon The Reptile Database (7 septembre 2012) :
- Strophurus taenicauda albiocularis D. Brown, Worthington Wilmer & McDonald, 2012
- Strophurus taenicauda taenicauda (De Vis, 1886)
- Strophurus taenicauda triaureus D. Brown, Worthington Wilmer & McDonald, 2012

## Publications originales
- De Vis, 1886 : On certain geckos in the Queensland Museum. Proceedings of the Linnean Society of New South Wales, ser. 2, vol. 1, n. 1, p. 168-170 (texte intégral).
- Brown, Worthington Wilmer & Macdonald, 2012 : A revision of Strophurus taenicauda (Squamata; Diplodactylidae) with the description of two new subspecies from central Queensland and a southerly range extension. Zootaxa, n. 3243, p. 1-28 (texte intégral).